# Csehország vasútállomásainak listája
Ez a lista Csehország legfontosabb vasútállomásait sorolja fel ábécé sorrendben.
| Név                              | Vasútvonal | Közigazgatási egység                     | Kép |
| -------------------------------- | --- | ---------------------------------------- | --- |
| Bohumín                          | Česká Třebová–Přerov–Bohumín-vasútvonal Bohumín–Čadca-vasútvonal Kędzierzyn Koźle–Bohumín-vasútvonal                                                                                                 | Bohumín                                  |     |
| Břeclav                          | | Břeclav                                  |     |
| Brnói főpályaudvar               | | Brno                                     |     |
| Česká Lípa hlavní nádraží        | Bakov nad Jizerou–Jedlová-vasútvonal Děčín–Benešov nad Ploučnicí–Rumburk/Česká Lípa-vasútvonal Liberec–Česká Lípa-vasútvonal Lovosice–Česká Lípa-vasútvonal                                          | Česká Lípa                               |     |
| Česká Třebová                    | Prága–Česká Třebová-vasútvonal Brno–Česká Třebová-vasútvonal Česká Třebová–Skalice nad Svitavou-vasútvonal Česká Třebová–Přerov–Bohumín-vasútvonal                                                   | Česká Třebová                            |     |
| České Budějovice                 | České Budějovice–Plzeň-vasútvonal České Budějovice–Černý Kříž-vasútvonal České Velenice–České Budějovice-vasútvonal Benešov u Prahy–České Budějovice-vasútvonal České Budějovice–Summerau-vasútvonal | České Budějovice                         |     |
| Český Krumlov                    | České Budějovice–Černý Kříž-vasútvonal | Český Krumlov                            |     |
| Děčín hlavní nádraží             | Ústí nad Labem-Střekov–Děčín-vasútvonal Děčín–Benešov nad Ploučnicí–Rumburk/Česká Lípa-vasútvonal Drezda–Děčín-vasútvonal Prága–Děčín-vasútvonal Děčín–Chomutov-vasútvonal                           | Děčín                                    |     |
| Havířov vasútállomás             | Ostrava-Svinov–Český Těšín-vasútvonal | Havířov                                  |     |
| Hodonín                          | Zaječí–Hodonín-vasútvonal Přerov–Břeclav-vasútvonal Hodonín–Holíč nad Moravou-vasútvonal | Hodonín                                  |     |
| Hradčanská                       | Prágai metró | Prága 6 Dejvice Hradzsin                 |     |
| Hradec Králové hlavní nádraží    | Velký Osek–Choceň-vasútvonal Pardubice–Liberec-vasútvonal Hradec Králové–Turnov-vasútvonal | Hradec Králové                           |     |
| Hranice na Moravě                | Česká Třebová–Přerov–Bohumín-vasútvonal Hranice na Moravě–Púchov-vasútvonal | Hranice                                  |     |
| Karlovo náměstí                  | Prágai metró | Prága 2 Újváros                          |     |
| Karviná hlavní nádraží           | Bohumín–Čadca-vasútvonal | Karviná                                  |     |
| Kolín vasútállomás               | | Kolín                                    |     |
| Kostelec u Jihlavy               | Havlíčkův Brod–Veselí nad Lužnicí-vasútvonal Kostelec u Jihlavy–Slavonice-vasútvonal | Kostelec                                 |     |
| Křižíkova                        | Prágai metró | Prága                                    |     |
| Kutná Hora hlavní nádraží        | Kolín–Havlíčkův Brod-vasútvonal Kutná Hora–Zruč nad Sázavou-vasútvonal | Kutná Hora                               |     |
| Letňany                          | Prágai metró | Letňany                                  |     |
| Mladá Boleslav hlavní nádraží    | Mladá Boleslav–Stará Paka-vasútvonal Prága–Turnov-vasútvonal Nymburk–Mladá Boleslav-vasútvonal Mladá Boleslav–Mělník-vasútvonal                                                                      | Mladá Boleslav                           |     |
| Náměstí Republiky                | Prágai metró | Prága                                    |     |
| Národní třída                    | Prágai metró | Prága                                    |     |
| Nymburk hlavní nádraží           | Poříčany–Nymburk-vasútvonal Nymburk–Jičín-vasútvonal Nymburk–Mladá Boleslav-vasútvonal Prága–Lysá nad Labem–Kolín-vasútvonal                                                                         | Nymburk                                  |     |
| Olomouc hlavní nádraží           | Česká Třebová–Přerov–Bohumín-vasútvonal Olomouc–Senice na Hané-vasútvonal Olomouc–Šumperk-vasútvonal Nezamyslice–Olomouc-vasútvonal Olomouc–Opava východ-vasútvonal                                  | Olomouc                                  |     |
| Ostrava hlavní nádraží           | Ostrava–Valašské Meziříčí-vasútvonal Česká Třebová–Přerov–Bohumín-vasútvonal Ostrava–Michálkovice-vasútvonal                                                                                         | Ostrava                                  |     |
| Ostrava-Svinov                   | Česká Třebová–Přerov–Bohumín-vasútvonal Opava východ–Czeski Cieszyn-vasútvonal | Ostrava                                  |     |
| Otrokovice                       | Přerov–Břeclav-vasútvonal Otrokovice–Vizovice-vasútvonal | Otrokovice                               |     |
| Pardubice főpályaudvar           | | Pardubice                                |     |
| Plzeň hlavní nádraží             | |                                          |     |
| Praha hlavní nádraží             | | Prága 1 Prága 2 Újváros Vinohrady Žižkov |     |
| Praha Masarykovo nádraží         | Prága–Kolín-vasútvonal Prága–Děčín-vasútvonal Prága–Turnov-vasútvonal Prága–Rakovník-vasútvonal Prága–Lysá nad Labem–Kolín-vasútvonal Česká Třebová–Prága-vasútvonal                                 | Prága 1 Prága 8 Újváros                  |     |
| Praha-Běchovice                  | Prága–Kolín-vasútvonal | Prága                                    |     |
| Praha-Běchovice střed            | Prága–Kolín-vasútvonal | Prága                                    |     |
| Praha-Braník                     | Prága–Vrané nad Vltavou–Čerčany/Dobříš-vasútvonal | Prága                                    |     |
| Praha-Bubny                      | Prága–Rakovník-vasútvonal | Prága 7                                  |     |
| Praha-Čakovice                   | Prága–Turnov-vasútvonal | Prága                                    |     |
| Praha-Cibulka                    | Prága–Hostivice–Rudná u Prahy-vasútvonal | Prága                                    |     |
| Praha-Dejvice                    | Prága–Rakovník-vasútvonal | Prága                                    |     |
| Praha-Dolní Počernice            | Prága–Kolín-vasútvonal | Dolní Počernice                          |     |
| Praha-Hlubočepy                  | Prága–Rudná u Prahy–Beroun-vasútvonal | Prága                                    |     |
| Praha-Holešovice                 | Prága–Děčín-vasútvonal | Prága 7 Holešovice                       |     |
| Praha-Holešovice zastávka        | Prága–Děčín-vasútvonal | Prága 7                                  |     |
| Praha-Holyně                     | Prága–Rudná u Prahy–Beroun-vasútvonal | Prága                                    |     |
| Praha-Horní Měcholupy            | Prága–Benešov u Prahy-vasútvonal | Horní Měcholupy                          |     |
| Praha-Horní Počernice            | Prága–Lysá nad Labem–Kolín-vasútvonal | Prága                                    |     |
| Praha-Hostivař                   | Prága–Benešov u Prahy-vasútvonal | Hostivař                                 |     |
| Praha-Jinonice                   | Prága–Hostivice–Rudná u Prahy-vasútvonal | Prága                                    |     |
| Praha-Kačerov                    | Prága–Vrané nad Vltavou–Čerčany/Dobříš-vasútvonal | Prága                                    |     |
| Praha-Kbely                      | Prága–Turnov-vasútvonal | Prága                                    |     |
| Praha-Klánovice                  | Prága–Kolín-vasútvonal | Klánovice                                |     |
| Praha-Kolovraty                  | Prága–Benešov u Prahy-vasútvonal | Prága                                    |     |
| Praha-Komořany                   | Prága–Vrané nad Vltavou–Čerčany/Dobříš-vasútvonal | Prága                                    |     |
| Praha-Krč                        | Prága–Vrané nad Vltavou–Čerčany/Dobříš-vasútvonal | Krč                                      |     |
| Praha-Kyje                       | Prága–Kolín-vasútvonal | Prága                                    |     |
| Praha-Libeň                      | Prága–Kolín-vasútvonal | Prága 9 Vysočany Libeň                   |     |
| Praha-Modřany zastávka           | Prága–Vrané nad Vltavou–Čerčany/Dobříš-vasútvonal | Modřany                                  |     |
| Praha-Podbaba                    | Prága–Děčín-vasútvonal | Prága 6 Bubeneč                          |     |
| Praha-Radotín                    | Prága–Beroun-vasútvonal | Prága 16                                 |     |
| Praha-Řeporyje                   | Prága–Rudná u Prahy–Beroun-vasútvonal | Řeporyje                                 |     |
| Praha-Ruzyně                     | Prága–Rakovník-vasútvonal | Prága                                    |     |
| Praha-Satalice                   | Prága–Turnov-vasútvonal | Satalice                                 |     |
| Praha-Sedlec                     | Prága–Děčín-vasútvonal | Prága                                    |     |
| Praha-Smíchov                    | Prága–Beroun-vasútvonal Prága–Rudná u Prahy–Beroun-vasútvonal | Smíchov                                  |     |
| Praha-Smíchov Na Knížecí         | Prága–Hostivice–Rudná u Prahy-vasútvonal | Prága                                    |     |
| Praha-Stodůlky                   | Prága–Hostivice–Rudná u Prahy-vasútvonal | Prága                                    |     |
| Praha-Strašnice zastávka         | Prága–Benešov u Prahy-vasútvonal | Prága 10 Strašnice                       |     |
| Praha-Uhříněves                  | Prága–Benešov u Prahy-vasútvonal | Uhříněves                                |     |
| Praha-Veleslavín                 | Prága–Rakovník-vasútvonal | Veleslavín                               |     |
| Praha-Velká Chuchle              | Prága–Beroun-vasútvonal | Prága                                    |     |
| Praha-Vršovice                   | Prága–Turnov-vasútvonal Prága–Vrané nad Vltavou–Čerčany/Dobříš-vasútvonal Prága–Benešov u Prahy-vasútvonal                                                                                           | Prága                                    |     |
| Praha-Vysočany                   | Prága–Turnov-vasútvonal Prága–Lysá nad Labem–Kolín-vasútvonal | Prága 9                                  |     |
| Praha-Zbraslav                   | Prága–Vrané nad Vltavou–Čerčany/Dobříš-vasútvonal | Zbraslav                                 |     |
| Praha-Zličín                     | Prága–Hostivice–Rudná u Prahy-vasútvonal | Prága                                    |     |
| Praha-Žvahov                     | Prága–Hostivice–Rudná u Prahy-vasútvonal | Prága                                    |     |
| Přerov                           | Česká Třebová–Přerov–Bohumín-vasútvonal Brno–Přerov-vasútvonal Přerov–Břeclav-vasútvonal | Přerov                                   |     |
| Prostějov hlavní nádraží         | Prostějov–Chornice-vasútvonal Červenka–Prostějov-vasútvonal Nezamyslice–Olomouc-vasútvonal | Prostějov                                |     |
| Staré Město u Uherského Hradiště | Přerov–Břeclav-vasútvonal Staré Město u Uherského Hradiště–Kunovice-vasútvonal | Staré Město                              |     |
| Staroměstská                     | Prágai metró | Prága                                    |     |
| Střížkov                         | Prágai metró | Prága 9 Střížkov                         |     |
| Telč                             | Kostelec u Jihlavy–Slavonice-vasútvonal | Telč                                     |     |
| Trutnov hlavní nádraží           | Jaroměř–Trutnov-vasútvonal Chlumec nad Cidlinou–Trutnov-vasútvonal Trutnov–Svoboda nad Úpou-vasútvonal Trutnov–Teplice nad Metují-vasútvonal Trutnov–Královec–Lubawka/Žacléř-vasútvonal              | Trutnov                                  |     |
| Ústí nad Labem hlavní nádraží    | Prága–Děčín-vasútvonal Ústí nad Labem–Chomutov-vasútvonal Ústí nad Labem–Bílina-vasútvonal | Ústí nad Labem                           |     |